# Igea (nome)
Igea  è un nome proprio di persona italiano femminile.

## Varianti
- Maschili: Igeo[1][2]

## Origine e diffusione
Si tratta di un nome  di matrice classica e letteraria, ripreso da quello della dea greca e romana della salute, Igea. Il suo nome, in greco antico Ὑγίεια (Hygieia), vuol dire per l'appunto "salute", in quanto derivante dal sostantivo ὑγιής (hygiḗs, "sano", "in salute").
Il nome deve parte della sua diffusione al Canto d'Igea, tratto dall'Armando di Giovanni Prati, che lo popolarizzò nel tardo Ottocento; è attestato principalmente in Italia continentale, con prevalenza in Emilia-Romagna (dove, tra l'altro, abbondano pensioncine ed altre strutture battezzate proprio "Villa Igea").

## Onomastico
Si tratta di un nome adespota, cioè privo di santa patrona, per cui l'onomastico può essere festeggiato il 1º novembre, festa di Ognissanti.

## Persone

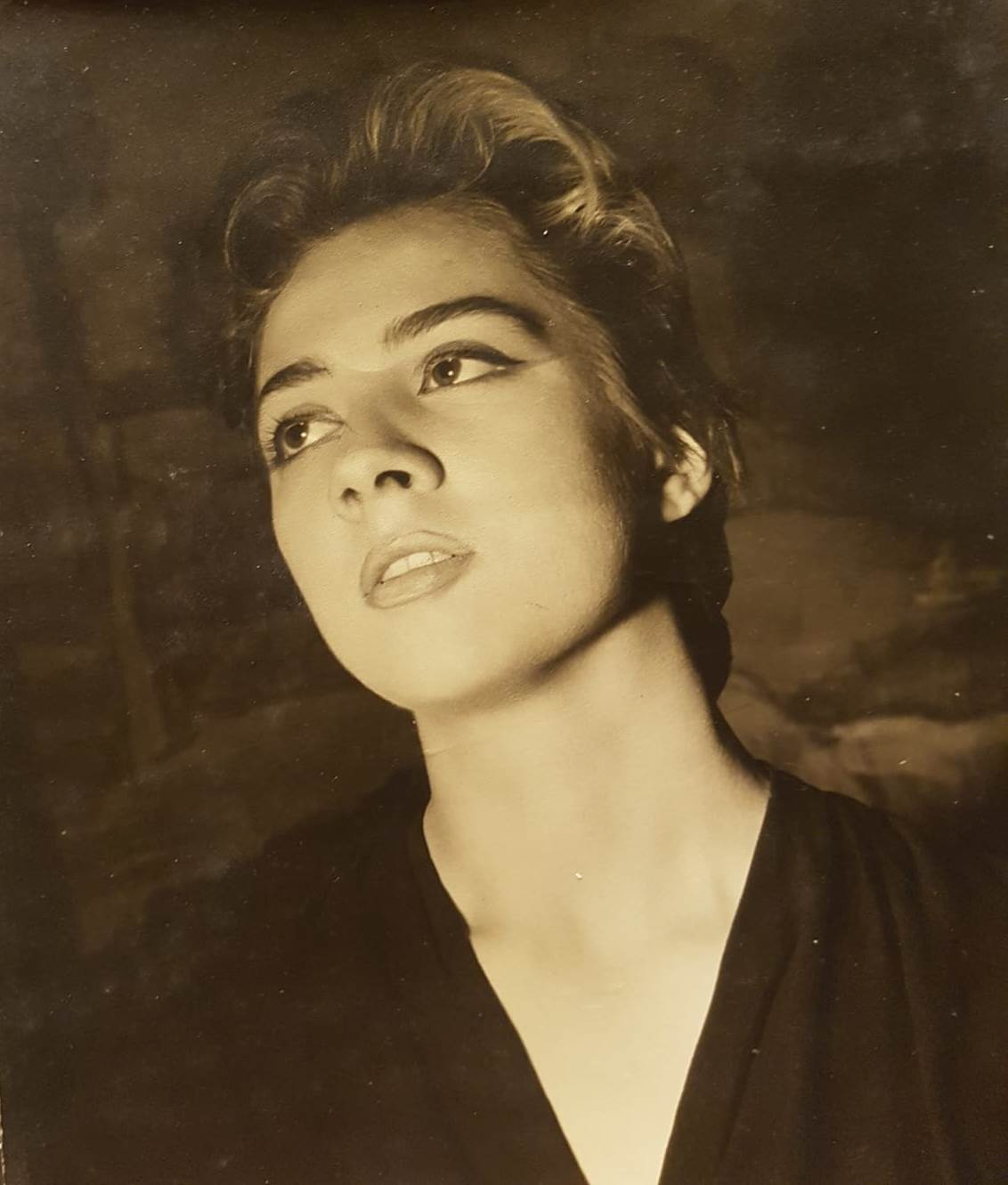
Igea Sonni

- Igea Sonni, attrice teatrale italiana